# The Cramps
The Cramps foi uma banda americana formada em 1976. Sua formação passou por várias mudanças, sendo o casal Lux Interior (vocais) e Poison Ivy (guitarra) os dois únicos integrantes permanentes.
Eles foram parte dos primórdios do movimento punk no CBGB, em Nova York. Por serem a primeira banda conhecida a misturar punk com rockabilly, o Cramps é considerado um precursor do estilo psychobilly, assim como do garage punk.
As músicas do Cramps tratam de temas como filmes-B de horror, fetichismo e assuntos relacionados, com apresentações bastante teatrais.
Em 4 de fevereiro de 2009, Lux Interior morreu, aos 62 anos de idade, no Glendale Memorial Hospital em Glendale, Califórnia, vítima de problemas cardíacos, o que levou  a banda a encerrar suas atividades.

## Integrantes

### Última formação
- Lux Interior - vocais (março de 1976 - fevereiro de 2009)
- Poison Ivy - guitarra, vocais (março de 1976 - fevereiro de 2009)
- Harry Drumdini - bateria (fevereiro de 1993 - julho de 1993 / agosto de 2006 - fevereiro de 2009)

### Ex-integrantes
- Bryan Gregory (Greg Beckerleg) – guitarra (abril de 1976 - maio de 1980)
- Pam Ballam (Pam Beckerleg) – bateria (abril a setembro de 1976)
- Miriam Linna – bateria (outubro de 1976 - junho de 1977)
- Nick Knox – bateria (julho de 1977 - janeiro de 1991)
- Julien Grindsnatch – guitarra (julho a setembro de 1980)
- Kid Congo Powers (Brian Tristan) – guitarra (dezembro de 1980 - setembro de 1983)
- Mike Metoff (Ike Knox) – guitarra (outubro  a novembro de 1983 / janeiro a julho de 1984)
- Click Mort - guitarra (dezembro de 1983)
- Jim Sclavunos – bateria (1991)
- Touch Hazard (Tim Maag do The Mechanics) - baixo (1985)
- Fur (Jennifer Dixon) - baixo (março a maio de 1986)
- Candy del Mar – baixo (julho de 1986 - janeiro de 1991)
- Slim Chance – baixo (março de 1991 - agosto de 1998)
- Nickey Alexander – bateria (junho de 1991 - janeiro de 1993)
- Doran Shelley – baixo (1998 - 1999)
- SugarPie Jones – baixo (2000)
- "Jungle" Jim Chandler – percussão (turnê européia de 2004)
- Bill "Buster" Bateman – bateria (junho de 2004 - agosto de 2006)
- Scott "Chopper" Franklin – baixo e guitarra (janeiro de 2002 - setembro de 2006)
- Jen Hanrahan - castanhola (junho a agosto de 2000)
- Sean Yseult (Shauna Reynolds) – baixo (outubro a novembro de 2006)

## Discografia

### Álbuns
- Songs the Lord Taught Us (1980, Illegal Records)
- Psychedelic Jungle (1981, I.R.S. Records)
- A Date with Elvis (1986, Big Beat Records)
- Stay Sick! (1990, Enigma Records)
- Look Mom No Head! (1991, Enigma)
- Flamejob (1994, The Medicine Label)
- Big Beat from Badsville (1997, Epitaph Records)
- Fiends of Dope Island (2003, Vengeance)

### EPs
- Gravest Hits (1979, Illegal Records)
- Blues Fix (1992, Big Beat)

### Ao vivo
- Smell of Female – (ao vivo no Peppermint Lounge) (1983, Big Beat Records)
- Rockin' n' Reelin' in Auckland New Zealand XXX - (1987, Vengeance)

### Vídeos
- Human Fly (1978)
- Garbageman (1979)
- Urgh! A Music War (1982)
- Bikini Girls With Machine Guns (1990)
- Creature From the Black Leather Lagoon (1990)
- Ultra Twist (1994)
- Naked Girl Falling Down the Stairs (1994)
- Like a Bad Girl Should (1997)